# Taxi (2015)
Taxi ist ein deutscher Film über eine Taxifahrerin namens Alex im Hamburg der 1980er Jahre. Der Film mit Rosalie Thomass und Peter Dinklage in den Hauptrollen entstand nach dem gleichnamigen Bestseller von Karen Duve.

## Handlung und Hintergrund
Die 25-jährige Alexandra, genannt Alex, lebt während der 1980er Jahre in Hamburg. Nach ihrer abgebrochenen Ausbildung bei einer Versicherung beginnt sie als Taxifahrerin zu arbeiten. Neben der Unterschiedlichkeit ihrer nächtlichen Fahrgäste – großspurige Betrunkene, Zuhälter, verkrachte Existenzen und Ehepaare auf dem Weg zum Flughafen – ist sie vor allem vom Bargeld fasziniert. Unter ihren durchweg männlichen Kollegen mit abgebrochenem Studium und anderen Problemen ist auch der erfolglose Künstler Dietrich, mit dem sie schläft und ungewollt in einer Beziehung landet, nachdem er ihr eine Wohnung vermittelt hat. Im Gegensatz zu ihm interessiert sich Alex nicht für französische Literatur, Kunst und Kultur, sondern für Affen, was Dietrich mit Befremden zur Kenntnis nimmt und sie mit ‚richtigen‘ Büchern versorgt.
Eines Nachts steigt der kleinwüchsige Marc in ihr Taxi, der Alex schon früher fasziniert hat und der sie zunächst nicht wiedererkennt. Marc vergisst seine Brieftasche auf dem Rücksitz, was Alex nach ein paar Tagen zum Anlass nimmt, ihn in seiner Wohnung zu besuchen und mit ihm ins Bett zu gehen. Vorher gibt sie ihm deutlich zu verstehen, dass sie keine Beziehung will, was Marc zunächst akzeptiert, auch wenn es seinen eigenen Bedürfnissen widerspricht. Anders als Alex, die anscheinend nur daran interessiert ist, ihn sporadisch zu besuchen, um Sex mit ihm zu haben, möchte er mit ihr ausgehen und neben ihr aufwachen. Mit einem unangemeldeten Besuch in ihrer Wohnung, bei dem er auch auf Dietrich trifft, versucht er sie aus der Reserve zu locken. Er gibt sich als alter Freund aus und kauft eines von Dietrichs Bildern, das Alex nackt zeigt.
Währenddessen geht es mit Taxi Mergolan, ihrem Arbeitgeber, immer weiter bergab. Einige Kollegen wechseln zur besser zahlenden Konkurrenz, der Mechaniker und die Putzkraft werden entlassen und neue Fahrzeuge sind nicht mehr von Mercedes-Benz, sondern nur noch untere Mittelklasse: VW Jetta. Nach Ansicht des Chefs wäre die einzige Rettung ein Totalschaden, bzw. die daraus folgende Ausgleichszahlung der Versicherung. Als Mergolan auch noch von seiner Frau verlassen wird, steht er nachts betrunken, verzweifelt und übermüdet bei Alex vor der Tür. Sie lässt ihn aus Mitleid in ihrem Bett ausschlafen. Beim Verlassen des Hauses wird er von Dietrich gesehen, der annimmt, die beiden hätten Sex gehabt, und Alex zur Rede stellt. Da sie seiner Vermutung nicht widerspricht, macht er zu ihrer Erleichterung Schluss. Auch ihre „Nicht-Beziehung“ zu Marc eskaliert, indem dieser sie – als sie aufstehen und gehen will – ans Bett fesselt und provoziert, sie ihm daraufhin ins Gesicht sagt, dass er klein und hässlich sei, und er sie im Affekt schlägt.
Für Alex geht das Leben wie gewohnt mit nächtlichen Taxifahrten weiter. Als ein Mann in ihren Wagen steigt, der einen widerspenstigen Affen dabei hat, der angeblich bösartig ist und beißt, sich losreißt und auf die Rückbank springt, tritt Alex aufs Gas, sobald der Mann ausgestiegen ist. Sie fährt in die Nacht und träumt für ein Moment von einem Neuanfang in der Heimat des Affen. Dieser tobt derweil durch das Fahrzeug und springt ihr ins Gesicht. Der Wagen kommt von der Fahrbahn ab, überschlägt sich mehrfach und wird zum rettenden Totalschaden für Taxi Mergolan.
Auch für Alex, die den Unfall mit ein paar Blessuren gut überstanden hat, rückt ein glückliches Ende in greifbare Nähe, als Marc in ihr Taxi steigt und sich für seinen Kontrollverlust entschuldigt. Nach langem Schweigen gibt sie schließlich zu, dass sie verrückt nach ihm ist, und nimmt ihm das Versprechen ab, dass er sie nie mehr festhält, wenn sie weg will.

## Produktion
Taxi ist eine Produktion der B&T Film, in Koproduktion mit Zinnober Film, Schubert International Filmproduktion, cine plus Filmproduktion und Apollomedia sowie in Zusammenarbeit mit Arte und dem WDR. Gefördert wurde er von der Filmförderung Hamburg Schleswig-Holstein, der Film- und Medienstiftung NRW, der Nordmedia, dem Deutschen Filmförderfonds, der Beauftragten der Bundesregierung für Kultur und Medien (BKM) sowie der Filmförderungsanstalt (FFA).

## Premiere
Der Film hatte 2015 beim Filmfest München Premiere. Außerhalb von Deutschland war er erstmals beim Black Nights Film Festival in Tallinn zu sehen. Deutscher Kinostart war am 20. August 2015.

## Preise und Auszeichnungen
- Beim 25. Filmkunstfest Mecklenburg-Vorpommern im Mai 2015 in Schwerin gewann der Film den Publikumspreis.

## Rezensionen
„Hamburg bei Nacht, eine schnoddrige Rosalie Thomass als Alex, Peter Dinklage (Game of Thrones) als ihr Liebhaber, Robert Stadlober sehr überzeugend in der Rolle des bildungshubernden Schleimers. Nur kommt der Film nicht in Fahrt, weil ihm fürs richtige Drama die Konfliktlinie fehlt. Und fürs Experimentellsein ist er zu artig gefilmt.“
Duve und Ahlrichs „kleben ihrem Film ein verlogenes Happy End an, das ihre vorangegangenen Anstrengungen, die Achtzigerjahre als ziellos sinnentleerte Zeit vorzuführen, in der sogar der Sex etwas gnadenlos Gelangweiltes hatte, zunichtemacht.“
„Unter der Regie von Kerstin Ahlrichs verkörpert Rosalie Thomass diese unangepasste Alex Herwig perfekt. […] Besondere Wirkung verdankt der vom WDR koproduzierte, bereits im Kino aufgeführte Film der sorgfältigen Bildgestaltung der Kamerafrau Sonja Rom, die plakatbunte Interieurs mit dem Neon- und Straßenlaternenlicht der nächtlichen Großstadt kontrastiert.“
„Die Leistungen der Schauspieler sind durchweg hervorragend. Der Film ist witzig, unterhaltsam und bewegend zugleich. Die schlagfertige Alexandra, ihre Suche nach dem Glück sowie die großartig umgesetzte Schlüsselszene mit dem Affen bleiben noch lange im Gedächtnis.“